# پایکس پیک (ایندیانا)
پایکس پیک (به انگلیسی: Pikes Peak) یک منطقهٔ مسکونی در ایالات متحده آمریکا است که در شهرستان براون، ایندیانا واقع شده‌است. پایکس پیک ۱۸۲٫۸۸ متر بالاتر از سطح دریا واقع شده‌است.